# Hearts and Minds
|  | Hearts and Minds er også titlen på en episode i 1. sæson af tv-serien Lost |
Hearts and Minds er en dansk kortfilm fra 2012 instrueret af Jakob Rasmussen.

## Handling
I 1990'ernes krigsramte eks-Jugoslavien spærrer et æsel vejen. FN-soldater og lokale mødes. Ingen forstår hinanden, og den simple forhindring forvandler sig hurtigt til en konflikt af babelske dimensioner. Den korteste vej mellem mennesker er smilet, men når to kulturer mødes, er volden ofte hurtigere.

## Medvirkende
- Adam Brix, Løjtnant
- Jens Jørn Spottag, Oberst
- Marijana Jankovic, Kvinden
- Ramadan Huseini, Manden
- Lene Storgaard, Chauffør
- Thorkil Lodahl, Major
- Mads Koudal, Tolk
- Mattias Pinna, Journalist
- John Granhøj, Slagter
- Merita Jashari, Tjener
- Bozenna Partyka, Ældre kvinde